# Недійсність шлюбу
Неді́йсність шлю́бу — це форма відмови держави від визнання укладеного шлюбу як юридично значущого акту, виражена в рішенні суду, винесеному в порядку цивільного судочинства у зв'язку з порушенням встановлених законом умов укладення шлюбу, що є за своєю суттю заходом захисту.

## Підстави недійсності шлюбу
До підстав визнання шлюбу недійсним належать: порушення умов укладення шлюбу, передбачених статтями 22, 24—26 СК. Тобто шлюб може вважатися недійсним, коли порушенні основні ознаки укладення шлюбу: 
- шлюбний вік
- добровільність шлюбу
- одношлюбність
- порушено вимоги статті 26 Сімейного кодексу України, яка перелічує список осіб, які не можуть перебувати у шлюбі між собою.

## Види недійсності шлюбу
Залежно від того, які вимоги закону були порушені при укладенні шлюбу, останні поділяються на: абсолютно недійсні; шлюби, які визнаються недійсними за рішенням суду; шлюби, які можуть бути визнані недійсними за рішенням суду.

### Абсолютно недійсні шлюби
Абсолютно недійсними вважаються шлюби, які укладені всупереч встановленим законом перешкодам до їх укладення, а саме, шлюб:
- зареєстрований з особою, яка одночасно перебуває в іншому зареєстрованому шлюбі.
- зареєстрований між особами, які є родичами прямої лінії споріднення, а також між рідними братом і сестрою.
- зареєстрований з особою, яка визнана недієздатною.[2]

### Шлюб, який визнається недійсним за рішенням суду
1. Шлюб визнається недійсним за рішенням суду, якщо він був зареєстрований без вільної згоди жінки або чоловіка. Згода особи не вважається вільною, зокрема, тоді, коли в момент реєстрації шлюбу вона страждала тяжким психічним розладом, перебувала у стані алкогольного, наркотичного, токсичного сп'яніння, в результаті чого не усвідомлювала сповна значення своїх дій і (або) не могла керувати ними, або якщо шлюб було зареєстровано в результаті фізичного чи психічного насильства.
2. Шлюб визнається недійсним за рішенням суду у разі його фіктивності. Шлюб є фіктивним, якщо його укладено жінкою та чоловіком або одним із них без наміру створення сім'ї та набуття прав та обов'язків подружжя.

### Шлюб, який може бути визнаний недійсним за рішенням суду
А) Між усиновлювачем та усиновленою ним дитиною без отримання у встановленому порядку дозволу суду на такий шлюб.
За загальним правилом шлюби між усиновлювачем та усиновленою дитиною заборонені з моральних міркувань. Ця заборона традиційно набула характеру етичної норми, оскільки відносини між усиновлювачем і усиновленою дитиною прирівнюються до відносин батьків і дітей за походженням.
Б) Між двоюрідним братом та сестрою; між тіткою, дядьком та племінником, племінницею.
У більшості цивілізованих країн шлюби між родичами, які перебувають у третьому ступені родинності, заборонені (Велика Британія, Німеччина, Франція, США, Швейцарія). Орієнтація на сучасну модель європейського законодавства обумовлює і наявність більш жорстких вимог щодо можливостей укладання шлюбу родичами.
Однак у вітчизняному законодавстві такі положення ще належним чином не апробовані, тому суд з врахуванням конкретних обставин (тривалості спільного проживання, характеру взаємин) може визнати такий шлюб дійсним.
В) 3 особою, яка приховала свою тяжку хворобу.
Г) 3 особою, яка не досягла шлюбного віку і якій не було надано права на шлюб.